# Дамина индијска одбрана
Овај чланак користи алгебарску шаховску нотацију како би се описали шаховски потези.
Дамина индијска однрана  ( дамина индијка) је шаховско отварање дефинисан потезима:
1. д4 Сф6
2. ц4 е6
3. Сф3 б6
Отварање је чврста одбрана игре даминог пјешака .  3 ... б6 повећава контролу црног над средишњим бијелим пољима е4 и д5 тако што се припрема за фијанкетовање даминог ловца, при чему је отварае добио име по овом маневру. Као и у другим индијским одбранама, црни покушава покушава да контролише центар са фигурама у хипермодерном стилу, уместо да га заузимају са пјешацима у класичном стилу.
Играјући 3. Сф3, бели прелази преко Нимзо-индијске одбране која настаје након 3. Сц3 Лб4. Краљичина индијска одбрана сматра сестром отварање Нимзо-индијске, јер оба отварања имају за циљ да спрече бијелове напоре да преузме потпуну контролу над центром играјући е2-е4. Заједно, они су уважени одговор на 1.д4.

## Главна линија: 4.г3
4. г3 одавно је најпопуларнија линија бијелога против дамине индијске одбране. Оспорава дугу дијагоналу припремајући се на фијанкето бјелопољног ловца. Стандардни одговор за црног током 1970-их био је 4. . . Лб7, али 4. . . Ла6 је од тада постао актуелна линија. Ретка трећа опција је 4. . . Бб4 +, који има за циљ да размени мање корисног црнопољног ловца, мада ова линија има тенденцију да црни остави мало пасиван положај.

### Модерна главна линија: 4. Ла6
Бијели може да брани пјешака на ц4 играјући 5. Сбд2, 5. Да4, 5. Дц2 или 5. Дб3, али ови потези смањују контролу над д4, чинећи. ц7 – ц5 ефикасним одговором за црног; стога је 5. б3 најчешћи бијелов одговор.  Међутим, мало слаби тамна поља, што црни може искористити играјући 5. Лб4+ . Сада 6. Сбд2 ? губи материјал након 6. Лц3 7. Тб1 Лб7 пријети 8. Ле4, отвара замку која је окупила играче попут Камран Схирази. Стога је најбољи потез бијелог 6. Лд2. Међутим, након 6. Ле7 7. Лг2 ц6 црни је спреман да игра д7 – д5, опет нападајући ц-пјешака. Ако бијели игра ц:д5 онда се сматра да ц:д5 се изједначава са црним. Тако бијели обично игра 8. Лц3 да би очистио д2-поље и након 8. д5, бијели може играти на два начина. Послије 9. Сбд2 Ббд7 10. 0-0 0-0 11. Те1 ц5 црни је постигао свој тематски pawn break прије бијелог и резултујућу позицију послије 12. е4 д:е4 13. Ске4 је једнак. Стога се главна линија наставља 9. Се5 и пошто црни не жели да бијели одржава овог скакача на јаком средишњем положају, игра се наставља 9. Сфд7 10. С:д7 С:д7 11. Сд2 0-0 12. 0-0 Тц8 13. е4. Преусмеравањем црног скакача у потезу 9 сада је бијели први pawn break. Ефекат шаха црног 5. Лб4 + је требало да намами бијелог ловца на ц3 гдје блокира ц-поље. Ова, тренутна главна линија дамине индијске одбране, теоријски се сматра једнаком и постала је чест гост у праксама велемајстора 1980-их.
Након 5. б3, црни такође има неколико опција за игру до 5. Лб4 +, од којих је најчешћи 5. Лб7 6. Лг2 Лб4+ 7. Лд2 а5. Кад бијели игра Сц3, црни ће размијенити ловца за скакача како би побољшао његову контролу над централним бијелим пољима и играо на даминој страни потезима као што су а5-а4 и б5. Остале могућности за црног укључују 5. д5 и 5. б5.
У новије вријеме неколико велемајстора, укључујући Александра Белиавског, Ни Хуа, Веселина Топалова и Магнуса Карлсена, играли су 5. Дц2 . Идеја је омогућити црном контрасту ц5, главној линији 5. Лб7 6. Лг2 ц5. Мода је да бијели жртвује пјешака са 7. д5, добијајући активну игру. Ова идеја се показала добра за бијелог,  а нове идеје су се појавиле од 2008. године.  5. Дц2 линије раније су постигле лош резултат за бијелог. 

### Стара главна линија: 4. Бб7
Класична главна линија дамине индијке, најчешће играна линија од 1950-их до 4. Ла6 је постао популаран 1980-их, обично се наставља: 5. Лг2 Ле7 6. 0-0 0-0 7. Сц3 Се4 8. Дц2 С:ц3 9. Д:ц3. Бијели има просторну предност, али црни нема слабости и може бирати између различитих начина креирања контраигре, као што су 9. ц5, 9. ф5 или 9. Бе4. Ове линије су познате по својим привлачним тенденцијама и 4. Лб7 у данашње вријеме често је црни запослен као оружје за цртање. Бијели је покушао различита одступања од главне линије у покушају да уравнотежи игру. Ови укључују:
- 8. Лд2 , који брани скакача на ц3 и прети д4-д5 гурањем.
- 7. д5 !?, увео Артуро Помар, а подмлађен наставком Лева Полугаевског 7. е:д5 8. Сх4 пријети да заузме пјешака на д5 или да игра Сф5.
- 6. Сц3 , што одлаже одлагање у корист припреме акције у центру са потисцима д4 – д5 и е2 – е4.

## Остале линије

### 4.а3
Петросајнова варијанта, припрема 5. Сц3 заустављањем Бб4 везује скакача. Бијели намјерава да слиједи Сц3 и е4, градећи велики центар пјешака. Црни обично реагује тако што оспорава е4-квадрат са Лб7 и д5. Ову варијанту често је користио Гари Каспаров у раној каријери.

### 4. Нц3
Црни може да бира између 4. Лб7 и 4. Лб4.
- 4. Лб7
  - 5. а3 је постао чешћи потез наредбе да се досегне Петросјанов систем до средине осамдесетих, гдје је бијели избјегао 4.а3 ц5 5.д5 Ла6 и 4.а3 Ла6.
  - 5. Лг5 је старија линија којем црном даје добре изједначујуће шансе након 5. х6 6. Лх4 г5 7. Лг3 Сх5 8. е3 С:г3 9.х:г3 Бг7. Послије 5. Ле7, бијели може да игра 6. е3 или 6. Дц2.
- 4. Лб4 (или премјештање 3. Сц3 Лб4 4. Сф3 б6) је дамина индијка / нимзо-индијка линија. Потези за бијелог укључују 5. Лг5, 5.е3 и 5. Дб3.
  - Послије 5. Лг5, црни може да игра 5. Лб7 или 5. х6.
    - 5. Лб7 6.е3 х6, бијели може да игра 7. Лх4.
    - 5. х6 6. Лх4 Лб7 (или премјештањем 4. Лб7 5. Лг5 х6 6. Лх4 Лб4), бијели може да игра 7.е3. Позиција након 6. г5 7. Лг3 Се4 8. Дц2 је жестоко игран и анализиран 1980-их.

  - Послије 5. е3, црни обично игра 5. Лб7. бијели обично игра 6. Лд3 за Фишерову варијанту нимзо-индијке (или премјештањем 3. Сц3 Лб4 4.е3 б6 5. Лд3 Лб7 6. Сф3). Бијели може да игра 6.е3, а онда црни обично игра 6. х6, иако 6. Сд2 или 6. Дц2 је можда и бољи.
  - Послије 5. Дб3, црни обично игра 5. ц5.

### 4. е3
Припремајући се да развије краљевог ловца и да рокира на краљеву страну, такође је био омиљен Тиграну Петросјану. Овај наизглед тих развој може довести до сложене игре средишњица. Црни обично одговара 4. Лб7 и игра се може наставити 5. Лд3 д5 6. 0-0 или 5. Сц3 Лб4, преноси у Нимзо-индијску одбрану.

### 4. Лф4
Милесова варијанта која једноставно развија ловца до доброг поља. Упркос извесном успјеху иницијатора, ова идеја никада није била популарна.

## ЕЦО кодови
Енциклопедија шаховских отварња класификује дамину индијску одбрану под шифама Е12 до Е19 према следећој шеми:
- Е12 - 1.д4 Сф6 2.ц4 е6 3. Сф3 б6
- Е13 - 1.д4 Сф6 2.ц4 е6 3. Сф3 б6 4. Сц3 Лб7 5. Лг5
- Е14 - 1.д4 Сф6 2.ц4 е6 3. Сф3 б6 4.е3
- Е15 - 1.д4 Сф6 2.ц4 е6 3. Сф3 б6 4.г3
- Е16 - 1.д4 Сф6 2.ц4 е6 3. Сф3 б6 4.г3 Лб7
- Е17 - 1.д4 Сф6 2.ц4 е6 3. Сф3 б6 4.г3 Лб7 5. Бг2 Ле7
- Е18 - 1.д4 Сф6 2.ц4 е6 3. Сф3 б6 4.г3 Лб7 5. Бг2 Ле7 6.0-0 0-0 7. Сц3
- Е19 - 1.д4 Сф6 2.ц4 е6 3. Сф3 б6 4.г3 Лб7 5. Бг2 Ле7 6.0-0 0-0 7. Сц3 Се4 8. Дц2